# Vilafranca Eagles 2019
Questa voce raccoglie le informazioni riguardanti i Vilafranca Eagles nelle competizioni ufficiali della stagione 2019.

## XXXI LCFA Senior

### Stagione regolare
| 3 novembre 2018, ore 17:00 | Riudoms Rebels | 13 – 0 referto | Vilafranca Eagles |  |

| 18 novembre 2018, ore 11:30 | Vilafranca Eagles | 7 – 31 referto | Santa Coloma de Cervelló Legends |  |

| 2 dicembre 2018, ore 11:30 | Vilafranca Eagles | 0 – 27 referto | Barcelona Uroloki |  |

| 15 dicembre 2018, ore 16:00 | L'Hospitalet Pioners | 55 – 8 referto | Vilafranca Eagles |  |

| 13 gennaio 2019, ore 11:30 | Vilafranca Eagles | 6 – 28 referto | Barcelona Búfals |  |

| 26 gennaio 2019, ore 17:00 | Reus Imperials | 21 – 14 referto | Vilafranca Eagles |  |

| 10 febbraio 2019, ore 11:30 | Vilafranca Eagles | 21 – 13 referto | Ducs Football |  |

| 24 febbraio 2019, ore 16:00 | Barcelona Pagesos | 32 – 0 referto | Vilafranca Eagles |  |

| 10 marzo 2019, ore 11:30 | Vilafranca Eagles | 9 – 42 referto | Argentona Bocs |  |

| 23 marzo 2019, ore 16:00 | Barberá Rookies | 48 – 0 referto | Vilafranca Eagles |  |

| 7 aprile 2019, ore 11:30 | Vilafranca Eagles | 0 – 40 referto | Terrassa Reds |  |

## Statistiche di squadra
| Competizione      | %Vittorie | In casa | In casa | In casa | In casa | In casa | In casa | In trasferta | In trasferta | In trasferta | In trasferta | In trasferta | In trasferta | Totale | Totale | Totale | Totale | Totale | Totale |
| Competizione      | %Vittorie | G       | V       | N       | P       | Pf      | Ps      | G            | V            | N            | P            | Pf           | Ps           | G      | V      | N      | P      | Pf     | Ps     |
| ----------------- | --------- | ------- | ------- | ------- | ------- | ------- | ------- | ------------ | ------------ | ------------ | ------------ | ------------ | ------------ | ------ | ------ | ------ | ------ | ------ | ------ |
| Stagione regolare | .091      | 6       | 1       | 0       | 5       | 43      | 181     | 5            | 0            | 0            | 5            | 22           | 169          | 11     | 1      | 0      | 10     | 65     | 350    |
| Totale            | .091      | 6       | 1       | 0       | 5       | 43      | 181     | 5            | 0            | 0            | 5            | 22           | 169          | 11     | 1      | 0      | 10     | 65     | 350    |